# Andrena pavonia
Andrena pavonia är en biart som beskrevs av Warncke 1974. Andrena pavonia ingår i släktet sandbin, och familjen grävbin. Inga underarter finns listade i Catalogue of Life.